# Хьёртюр Лойи Вальгардссон
Хьёртюр Лойи Вальгардссон (исл. Hjörtur Logi Valgarðsson; род. 27 сентября 1988 года, Рейкьявик, Исландия) — исландский футболист, защитник.

## Клубная карьера
Во взрослом футболе дебютировал в 2006 году выступлениями за команду клуба «Хабнарфьордюр», в которой провел четыре сезона, приняв участие в 70 матчах чемпионата.
В состав клуба «Гётеборг» присоединился в 2011 году. Сыграл за команду из Гётеборга почти полсотни матчей в национальном чемпионате.
Перед сезоном 2014 года подписал контракт с норвежским «Согндалом», где играл под руководством бывшего тренера «Гётеборга», Йонаса Ульссона.

## Карьера в сборной
В 2006 году дебютировал в составе юношеской сборной Исландии, принял участие в семи играх на юношеском уровне.
В течение 2008—2011 годов привлекался в состав молодёжной сборной Исландии. На молодёжном уровне сыграл в 14 официальных матчах, забил один гол. Вместе с командой принимал участие в молодёжном чемпионате Европы по футболу, который проходил в 2011 году в Дании.
В 2008 году дебютировал в официальных матчах в составе национальной сборной Исландии. Провел в форме главной команды страны десять матчей.